# Sobór Opieki Matki Bożej w Równem
Sobór Opieki Matki Bożej – prawosławny sobór w Równem, jedna z dwóch katedr eparchii rówieńskiej Kościoła Prawosławnego Ukrainy.
Budowa soboru została rozpoczęta w 1990. Pod koniec lat 90. XX wieku do użytku liturgicznego została oddana dolna, podziemna cerkiew pod wezwaniem Wszystkich Świętych Ziemi Wołyńskiej. Cerkiew górną wyświęcił w 2001 patriarcha kijowski i całej Rusi-Ukrainy Filaret. Sobór utrzymany jest w stylu typowym dla ukraińskiego budownictwa cerkiewnego. Jest to równocześnie jedna z największych świątyń na terytorium Ukrainy, o długości 51 metrów, szerokości 42 metrów i wysokości 55 metrów. Cerkiew wieńczy trzynaście kopuł.
Każde z dostosowanych do użytku liturgicznego pomieszczeń – górna i dolna cerkiew – przeznaczone jest dla udziału trzech tysięcy wiernych w nabożeństwie.

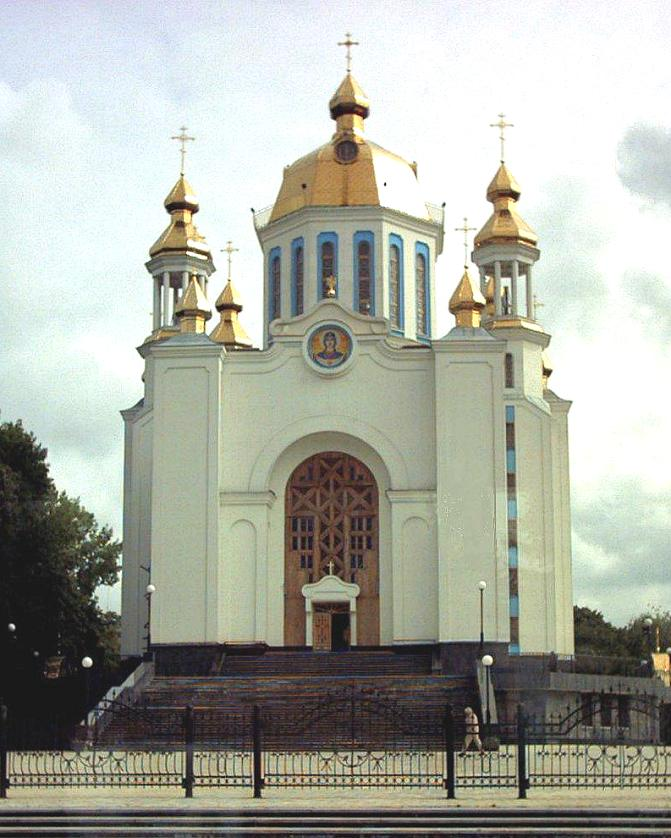
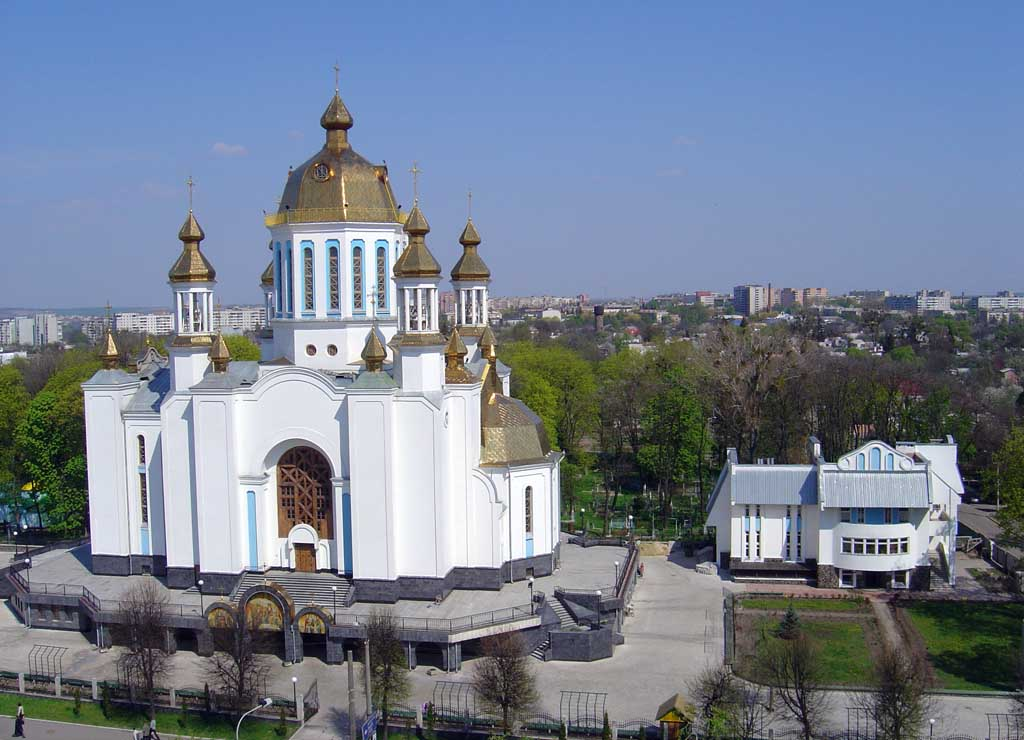
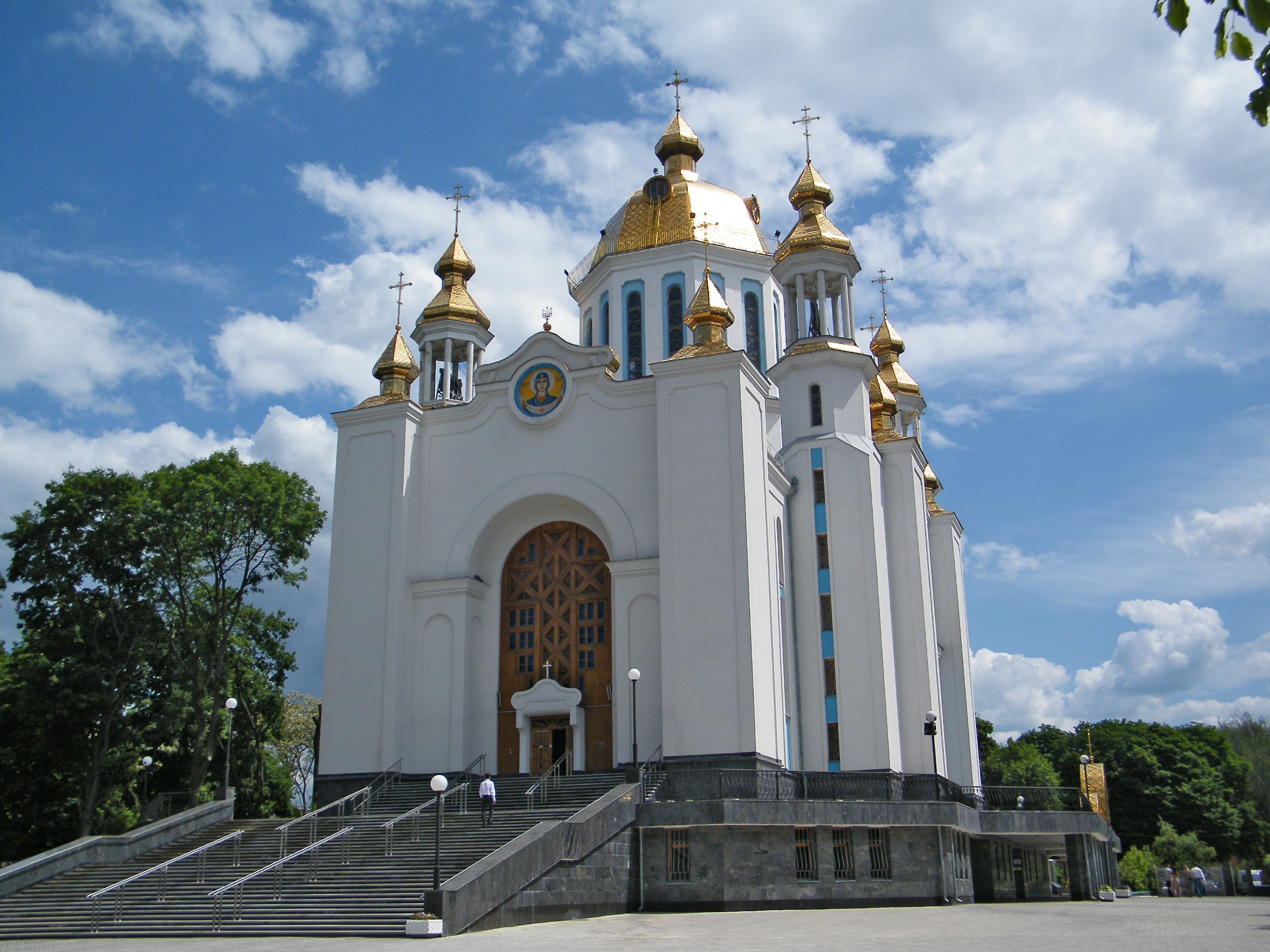